# Крокодилови
Крокодиловите са семейство от разред крокодили, включващо 13 представители, обитаващи тропическите райони на Азия, Африка, Америка и Австралия.
Естествената им среда са реки, езера, блата и други сладководни басейни, но има и видове като соленоводния (естуарен) крокодил, които живеят както в сладки, така и в солени води, но със сравнително ниско съдържание на сол.
Крокодиловите са мнозинството от разред крокодили. Освен тях в разреда са включени и семействата Алигаторови и Гавиалови.
Размерите им са различни – от 80 см при карликовия крокодил до над 7 метра при соленоводния крокодил - най-едрото съвременно влечуго на Земята, макар че някои нилски крокодили, най-вече тези от района Итури в североизточно ДР Конго достигат почти до размерите на най-големите соленоводни крокодили. Подобни гиганти съществуват и при американския остромуцунест крокодил.
Плячката им е различна – от риби и водни птици до зебри, елени, антилопи и др.
Съществуват 14 вида:
- Американски остромуцунест крокодил Crocodylus acutus
- Африкански остромуцунест крокодил Crocodylus cataphractus
- Амазонски крокодил Crocodylus intermedius
- Крокодил на Джонстън C. johnstoni
- Филипински крокодил C. mindorensis
- Крокодил на Мореле C. moreletii
- Нилски крокодил C. niloticus
- Новогвинейски крокодил C. novaguineae
- Индийски крокодил C. palustris
- Соленоводен крокодил C. porosus
- Кубински крокодил C. rhombifer
- Сиамски крокодил C. siamensis
- Гавиалов крокодил Tomistoma schlegeli
- Карликов крокодил Ostealaemos tetrapsis